# Zorotypus brasiliensis
Zorotypus brasiliensis är en jordlusart som beskrevs av Filippo Silvestri 1947. Zorotypus brasiliensis ingår i släktet Zorotypus och familjen Zorotypidae. Inga underarter finns listade i Catalogue of Life.